# Eynsford
Eynsford es una parroquia civil y un pueblo del distrito de Sevenoaks, en el condado de Kent (Inglaterra).

## Geografía
Según la Oficina Nacional de Estadística británica, Eynsford tiene una superficie de 14,54 km².

## Demografía
Según el censo de 2001, Eynsford tenía 1744 habitantes (47,82% varones, 52,18% mujeres) y una densidad de población de 119,94 hab/km². El 17,49% eran menores de 16 años, el 72,53% tenían entre 16 y 74 y el 9,98% eran mayores de 74. La media de edad era de 43,6 años. Del total de habitantes con 16 o más años, el 20,43% estaban solteros, el 62,33% casados y el 17,23% divorciados o viudos.
El 95,93% de los habitantes eran originarios del Reino Unido. El resto de países europeos englobaban al 1,15% de la población, mientras que el 2,92% había nacido en cualquier otro lugar. Según su grupo étnico, el 98,79% eran blancos, el 0,69% mestizos, el 0,23% asiáticos y el 0,29% chinos. El cristianismo era profesado por el 77,36%, el budismo por el 0,17%, el islam por el 0,23%, el sijismo por el 0,17% y cualquier otra religión, salvo el hinduismo y el judaísmo, por el 0,46%. El 15,01% no eran religiosos y el 6,59% no marcaron ninguna opción en el censo.
824 habitantes eran económicamente activos, 798 de ellos (96,84%) empleados y 26 (3,16%) desempleados. Había 772 hogares con residentes, 17 vacíos y 3 eran alojamientos vacacionales o segundas residencias.